# Kunene

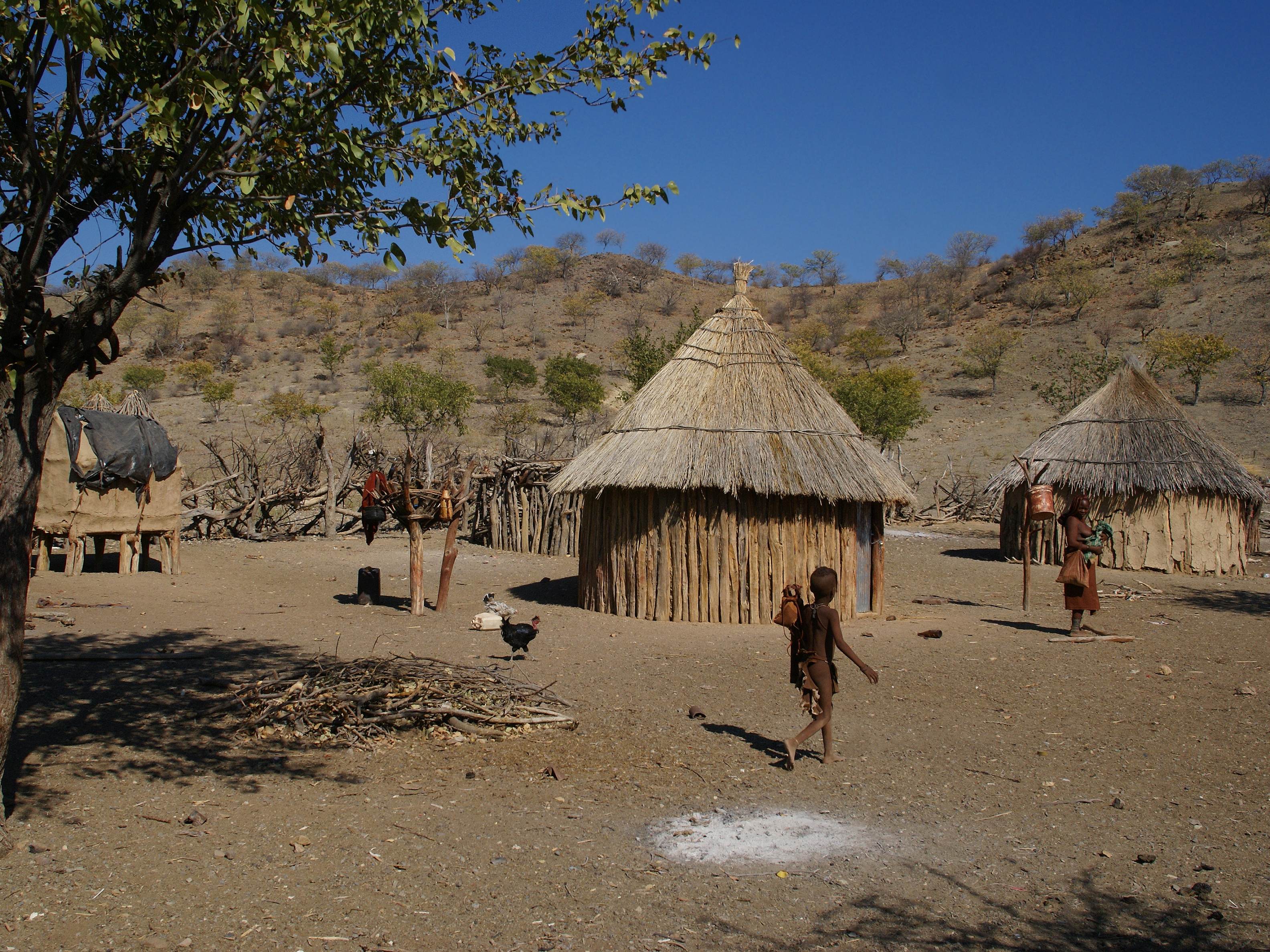
Ein Dorf der Himba, 15 km nördlich von Opuwo

Kunene ist die nordwestlichste der 14 Regionen von Namibia mit einem großen Anteil an der Skelettküste und der Namib, und direkt angrenzend an die in Angola liegende Provinz Cunene. Beide Regionen erhalten ihren Namen durch den Grenzfluss Kunene.
Mit einer Bevölkerung von etwa 121.000 Einwohnern (Stand 2023) auf einer Fläche von 144.254 km², ist Kunene eine der vier am wenigsten besiedelten Regionen Namibias. Die Region ist die Heimat der Volksgruppe der Himba. Hauptstadt und Verwaltungssitz ist Opuwo.

## Geographie
Die Region Kunene umfasst weite Teile der oberen Skelettküste am Südatlantik bis zum Kunenedelta und der Grenze zu Angola sowie – im Anschluss an die direkt an der Küste liegende Namib – weite Teile des Kaokolandes und Damaralandes. Bedeutende Gebirgszüge sind die Giraffenberge, die Hartmannberge, die Joubertsberge, die Onjuwaebene, die Otjihipaberge und die Steilrandberge. Richtung Osten grenzt Kunene an den Etosha-Nationalpark.

## Bevölkerung
Laut der Volkszählung 2011 sprechen 56,2 Prozent der Einwohner der Region Otjiherero als Hauptsprache. Es folgen Khoekhoegowab mit 26,5 Prozent und Oshivambo mit 7,2 Prozent. 0,4 Prozent der Einwohner nutzen Deutsch als Hauptsprache.

## Politik
Seit der Unabhängigkeit Namibias stellte die UDF die relative Mehrheit der Kunene-Regionalratsmitglieder, die alle fünf Jahre in die Regionshauptstadt Opuwo gewählt werden. Mit der Regionalratswahl 2015 stellt die SWAPO erstmals die meisten Mitglieder, die UDF, die zuvor stärkste Kraft seit 1998 war, ist nicht mehr im Regionalrat vertreten.
- PDM: 3
- UDF: 3
- SWAPO: 1

| Partei                                                                                   | 1992–1997 | 1998–2004 | 2004–2010 | 2010–2015 | 2015–2020 | 2020–2025 |
| ---------------------------------------------------------------------------------------- | --------- | --------- | --------- | --------- | --------- | --------- |
| UDF                                                                                      | 2         | 3         | 3         | 3         | 0         | 3         |
| DTA (PDM)                                                                                | 2         | 2         | 2         | 2         | 2 (1)     | 3         |
| SWAPO                                                                                    | 1         | 1         | 1         | 1         | 5         | 1         |
| RP                                                                                       | 1         | 0         | 0         | 0         | 0         | 0         |
| Die Anzahl der Sitze kann sich durch Nachwahlen im Laufe einer Legislaturperiode ändern. |           |           |           |           |           |           |

## Verwaltungsgliederung

Wahlkreise in Kunene

Kunene gliedert sich in sieben Wahlkreise:
1. Epupa
2. Kamanjab
3. Khorixas
4. Opuwo
5. Opuwo-Land
6. Outjo
7. Sesfontein

Zudem finden sich (Stand Dezember 2015) in der Region vier Lokalverwaltungen:
- Kamanjab
- Khorixas
- Opuwo
- Outjo